# السفارة السعودية في الأرجنتين
سفارة المملكة العربية السعودية في جمهورية الأرجنتين، هي بعثة دبلوماسية سعودية تقع في العاصمة الأرجنتينية بوينس آيرس ويترأس البعثة سفير خادم الحرمين الشريفين حسين بن محمد العسيري.

## وصلات خارجية
- موقع سفارة المملكة العربية السعودية السعودية في جمهورية الأرجنتين
- وزارة الخارجية السعودية (بالعربية)
- Ministry of Foreign Affairs of Kingdom of Saudi Arabia (بالإنجليزية)